# Łukusowa
Łukusowa – polana w dolnej części południowo-zachodniego grzbietu Bukowiny Waksmundzkiej w Gorcach. Znajduje się powyżej należącego do Nowego Targu osiedla Kowaniec. Położona jest na średnio stromym stoku na wysokości około 780–840 m n.p.m.
Polana Łukusowa znajduje się przy popularnym szlaku turystycznym z Nowego Targu-Kowańca na Turbacz. Wiodący przez las odcinek tego szlaku poniżej Polany Łukusowej jest krótki, ale stromy i uciążliwy, z tego też powodu popularnie nazywany Golgotą. W dolnej części polany znajduje się symboliczny grób z napisem „Nie zapominaj o Bogu. Bóg cię widzi”. Widoki z polany obejmują grzbiet pomiędzy Czarnotówką a Czubą Ostrowską. Na Polanie Łukusowej są 3 zabudowania gospodarcze bez prądu elektrycznego />, obecnie zamienione na domki letniskowe.
Lukusowa znajduje się poza Gorczańskim Parkiem Narodowym, w granicach wsi Waksmund w województwie małopolskim, w powiecie nowotarskim, w gminie Nowy Targ.

## Szlak turystyczny
Kowaniec (Nowy Targ) – Łukusowa – polana Brożek – Sralówki – Bukowina Waksmundzka – polana Świderowa – Długie Młaki (Gorce) – Turbacz. Odległość 7,6 km, suma podejść 590 m, suma zejść 30 m, czas przejścia 2:30 h, ↓ 2 h.